# See You Again (singel Miley Cyrus)
See You Again – pierwszy singel napisany przez Miley Cyrus, Antonia Armato i Tim James, a nagrany przez Miley Cyrus. Utwór pochodzi z płyty Hannah Montana 2: Meet Miley Cyrus. Wydany został jako singiel pod koniec roku 2007, a swą popularność zdobył w 2008, w tym też roku powstał klip. Piosenka jest także wielkim hitem w RMF FM
23 listopada 2008 roku zaśpiewała ją w programie Mam talent! Asia Si.
„See You Again”, „7 Things”, „The Climb” i „Party in the U.S.A.” zadebiutowały na liście Billboard Hot 100.

## Listy przebojów
| Lista (2007-2008)               | Najwyższa pozycja |
| ------------------------------- | ----------------- |
| Australian ARIA Singles Chart   | 6                 |
| Canadian Hot 100                | 4                 |
| German Singles Chart            | 52                |
| New Zealand RIANZ Singles Chart | 11                |
| U.S. Billboard Hot 100          | 10                |
| U.S. Billboard Pop 100          | 6                 |

## Rock Mafia Remix
See You Again (Rock Mafia Remix) – singel z drugiego studyjnego albumu Miley Cyrus Breakout.
Twórcami oprócz Miley Cyrus są Antonina Armato i Tim James. Piosenka została zremiksowana przez Rock Mafię i wydana ponownie jako singel. Utwór został wydany jako singel w Anglii 25 sierpnia 2008 roku.

## Teledysk
Klip przedstawia Miley na koncercie, ubraną na biało i tańczącą wśród czterech tancerzy. W międzyczasie pojawiają się różowe gwiazdki. Wideo znajduje się na reedycji krążka Breakout wraz z 7 Things i innymi materiałami.

## Listy przebojów
| Listy (2008 r.)        | Pozycja |
| ---------------------- | ------- |
| Austria Singles Chart  | 30      |
| Belgia Singles Chart   | 43      |
| Irlandia Singles Chart | 13      |
| Polska Singles Chart   | 20      |
| UK Singles Chart       | 11      |